# Maxim Alexandrowitsch Galkin

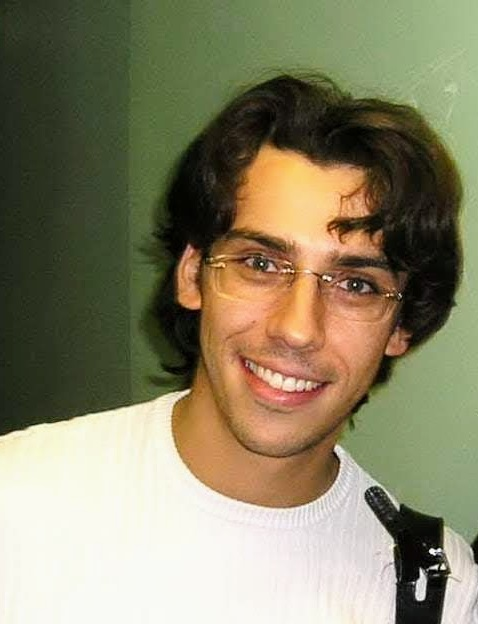
Maxim Galkin, 2019

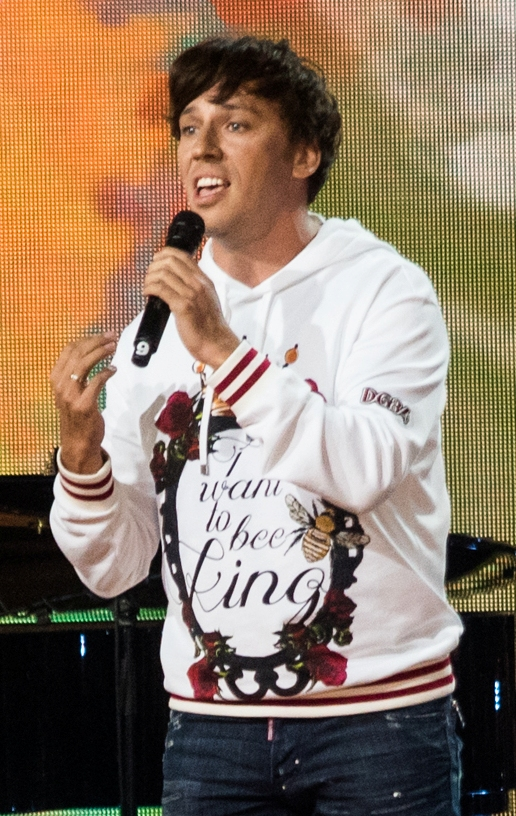
Maxim Galkin, 2017

Maxim Alexandrowitsch Galkin (russisch Максим Александрович Галкин; * 18. Juni 1976 in der Nähe von Naro-Fominsk, Oblast Moskau, Sowjetunion) ist ein russischer Komiker, Moderator und Sänger. Seit dem 23. Dezember 2011 ist Maxim Galkin mit Alla Pugatschowa verheiratet.

## Leben
Maxim Galkin wurde als zweiter Sohn eines sowjetischen Generals und einer jüdischen Naturwissenschaftlerin geboren. Bereits mit vier Jahren trat er im Kindergartentheater auf, später auch in der Schule, wo er unter anderem einen Hund, einen alten Alkoholiker, Ostap Bender, Salomon, den Grafen Nulin und Carlos V. María, den Sohn von Karl IV. von Spanien, spielte. Hinter der Bühne imitierte er gerne seine Klassenkameraden, Lehrer und den Schuldirektor. Als er mit 13 Jahren sah, wie der russische Komiker Gennadi Wiktorowitsch Chasanow (* 1945) den damaligen sowjetischen Präsidenten Michail Gorbatschow imitierte, inspirierte ihn dies zu eigenen Versuchen. Ende der 1990er-Jahre verhalf ihm Alla Pugatschowa zum Durchbruch als erfolgreicher Komiker und Sänger. Vom Februar 2001 bis November 2008 moderierte er im russischen Fernsehen (Sender Perwy kanal) die russische Variante der populären Quizshow Who Wants to Be a Millionaire? namens Kto chotschet stat millionerom (Кто хочет стать миллионером? – Wer will ein Millionär werden?).
Am 18. September 2013 wurden die 64-jährige Pugatschowa und ihr 27 Jahre jüngerer Ehemann Galkin, Eltern der Zwillinge Jelisaweta, genannt Lisa, und Garri, die von einer Leihmutter ausgetragen worden waren.
Gemeinsam mit dem späteren Präsidenten der Ukraine, Wolodymyr Selenskyj moderierte Galkin sowohl 2013 als auch 2014 die Neujahrsshow des größten russischen Staatssenders Rossija 1, die traditionell am 1. Januar abends live ausgestrahlt wird und für die russische Unterhaltungsindustrie zu den wichtigsten Fernsehshows eines Jahres zählt. Galkin und Selenskyj gehörten damals zu den beliebtesten Komikern in Russland. Prominent im Publikum saßen Kremlpropagandisten wie Dmitri Kisseljow, Wladimir Solowjow und andere, die ihn neun Jahre später wegen seiner Kritik am russischen Überfall auf die Ukraine als „Verräter“ attackierten.
2019 hatte er sich in der Wahrnehmung der Medienkritikerin der Nowaja gaseta auf den Weg des Dissidenten begeben, der die fortwährende Propaganda der Russischen Föderation, welche im scharfen Gegensatz zum bleiernen russischen Leben stehe, mit tödlicher Genauigkeit entlarve.
Am 24. Februar 2022, am Tag des russischen Überfalls auf die Ukraine, schrieb Galkin auf Instagram, er stehe seit dem frühen Morgen in Verbindung mit Verwandten und Freunden im Nachbarland. „Es ist nicht mit Worten zu beschreiben, was ich fühle! Wie ist das alles möglich! Es kann keine Rechtfertigung für den Krieg geben! Nein zum Krieg!“ Im März 2022 verließ das Paar mit ihren Zwillingen Russland und reiste nach Israel. Im April 2022 bezog er in einem Video, welches auf Telegram und Instagram veröffentlicht wurde, klar Stellung gegen den Krieg. Er warf Russland vor, an vielen schrecklichen Dingen schuld zu sein und immer die Verantwortung abzustreiten, wie z. B. beim Massaker von Butscha. Daraufhin wurde Galkin von der russischen Regierung als „ausländischen Agent“ eingestuft, woraufhin seine Frau Pugatschowa sich im September 2022 solidarisch mit ihm erklärte. Pugatschowa war wenige Wochen zuvor mit den zwei Kindern zum Schulbeginn nach Russland zurückgekehrt.
Infolge seiner Kritik am russischen Staat, startete dieser mittels staatlicher Propaganda eine Schmutzkampagne gegen ihn und er wurde aus dem russischen Fernsehen verbannt. Als Galkin daraufhin eine eigene Neujahrsshow produzierte und diese auf Kion (dem russischen Pendant zu Netflix) veröffentlicht wurde, verbot die russische Regierung die Show, woraufhin diese aus dem Angebot von Kion entfernt wurde. Die Sendung tauchte kurz danach wieder auf YouTube auf, wo sie innerhalb weniger Tage nach Veröffentlichung fast eine Million Mal angesehen wurde.